# Là 1 thằng con trai
"Là 1 thằng con trai" là một đĩa đơn do ca sĩ kiêm sáng tác nhạc, rapper người Việt Nam – Jack sáng tác và trình bày. Bài hát được phát hành lần đầu tiên vào lúc 20h00 ngày 10 tháng 3 năm 2020 trên kênh YouTube J97, đánh dấu sự trở lại cũng như vai trò ca sĩ solo của Jack sau khoảng thời gian lùm xùm với Khánh và công ty quản lý cũ. Nhờ vào sự chờ đợi của người hâm mộ và khán giả, MV đã đạt được những thành công nhất định. Tuy nhiên bên cạnh đó, nó cũng nhận được nhiều ý kiến trái chiều về phong cách và âm nhạc của Jack không còn mộc mạc trong MV mới.

## Phát hành
Tối ngày 10 tháng 3 năm 2020, Jack đã phát hành MV Là một thằng con trai và đã nhanh chóng đứng vị trí số 1 trên tab thịnh hành Youtube xem sau 9 giờ ra mắt.
MV được sản xuất bởi nhà sản xuất nhạc Hoaprox cùng với Đạo diễn Nguyễn Quang Dũng trong vai trò Giám đốc sáng tạo. Nữ diễn viên Khánh Vân đảm nhận vai nữ chính của MV.

## Đánh giá
MV "Là 1 thằng con trai" đánh dấu bước lột xác của Jack với hình ảnh trưởng thành hơn, nhiều năng lượng hơn và cá tính hơn. Khi sáng tác ca khúc này, Jack đã chọn chất nhạc Disco của những thập niên 80s, 90s làm "gia vị" chủ đạo, đem lại sự mới mẻ cũng như bất ngờ cho fan của mình. Ca khúc dù mang màu sắc Retro nhưng lại toát lên hơi thở thời đại bằng những giai điệu bắt tai và cách Rap đặc trưng của Jack. Đây cũng là một dạng âm nhạc đã trở thành xu hướng trên toàn thế giới, được nhiều nghệ sĩ nổi tiếng theo đuổi, vậy cho nên có thể nói rằng Jack đã thay đổi bản thân và sản phẩm của mình sao cho đáp ứng được nhu cầu của khán giả. Một điểm mạnh của disco đó chính là mang tới giai điệu lọt tai, có được cảm giác phòng khoáng và rất thoải mái. Những tiếng drop nhạc thì không quá nặng nề hoặc là tạo nên sự dồn dập khi nghe. Thêm nữa là khi kết hợp với nhạc EDM thì ngoài sự hoài niệm ra, disco vẫn thể hiện được sự hiện đại và trẻ trung trong phong cách âm nhạc.
Một điểm mà không MV không được thay đổi đó chính là kiểu hát mang theo đặc trưng của những con người miền Tây của Jack. Đây là phong cách âm nhạc mà được nhiều người hâm mộ yêu thích từ các sản phẩm trước. Những phần rap hoặc là luyến láy đều hòa quyện vào với tiếng beat. Việc luyến láy này vừa là thường xuyên trong các sản phẩm âm nhạc của Jack tuy nhiên nhiều ý kiến cho rằng ca sĩ sinh năm 1997 lạm dụng việc luyến láy này quá mức.
Lời bài hát sử dụng từ ngữ mộc mạc đậm chất miền tây dễ nghe, dễ thuộc và dễ hiểu. Mặc dù không gian âm nhạc dễ chịu nhờ vào các bộ gõ, thế nhưng khi chuyển tiếp giữa các phần giai điệu và điệp khúc thì làm cho mức độ nổi bật của bài hát trở nên kém hơn. Bài hát chưa mang tới được cảm hứng cao trào đến mức mà người thưởng thức sẽ giậm chân hoặc là lắc lư. Đây là một điểm yếu cần được khắc phục nhất là khi nó là đặc trưng của dòng nhạc đó.
Phần hook vốn là một vài câu hát tạo nên sự ấn tượng với người nghe trong cả bài hát cũng là một trong số những xu hướng sản xuất các sản phẩm âm nhạc hiện nay. Điều này khiến cho khán giả có được ấn tượng về câu hát, vì vậy mà những phần khác của bài hát sẽ nhạt nhòa hơn so với hook. Đây cũng chính là cách để mà người thưởng thức được kết nối với sản phẩm được dễ dàng hơn. Bạn có thể dễ dàng thấy rằng, trong một bài hát nếu như không thuộc cả bài thì vẫn luôn có 1-2 câu nhạc ấn tượng đặc trưng tới nỗi khi nhắc tới bài hát là họ sẽ nhớ đến những câu hát đó. Thế nhưng đối với MV "Là một thằng con trai" thì trong suốt cả bài hát chưa có điều gì ấn tượng và nổi bật cô đọng lại được với khán giả khi thưởng thức. Điều này khiến cho không ít fan hâm mộ cảm thấy hụt hẫng.
Các phần cầu nối (bridge) của điệp khúc ở cuối bài lại càng thiếu điểm nhấn hơn khi không kết nối được với các đoạn trước đó, nó đã tạo thành một nốt trầm trong bài hát. Mặc dù sau đoạn này thì phần cao trào được đưa ra, đẩy cảm xúc của khán giả lên cao thế nhưng hiệu ứng này không đủ mạnh mẽ. Giai điệu cùng với ca từ cũng có phần lạc lọng mặc dù phối khí đã cực kỳ hài hòa. Nhiều ý kiến đã nói rằng, đây là một sản phẩm âm nhạc thực sự hay, đó là điều không thể phủ nhận được tuy nhiên so với lúc mà Jack vẫn còn kết hợp với K-ICM thì chất lượng có vẻ chưa bằng. Khi còn kết hợp với nhau âm nhạc nghe rất là "nuột". Phần quảng cáo trong MV cũng chưa thực sự tinh tế, có lẽ là bởi vì Jack vẫn chưa thoát ra được khỏi cái bóng trước đó của chính mình.
Một số khác cho rằng bài hát dễ nghe, gây nghiện còn hình ảnh mới của nam ca sĩ trông bảnh bao hơn trước đây. Họ vẫn ủng hộ Jack mạo hiểm thử sức ở những dòng nhạc mới, thậm chí thay đổi hoàn toàn so với hình tượng chân quê trước đây. Nếu không, anh sẽ đóng đinh ở hình tượng ca sĩ một màu, một dòng nhạc, rất khó hoạt động lâu dài.

## Thành tích nhạc số
Qua hình thức Youtube Premiere, MV đạt số view trực tuyến ấn tượng, ghi nhận con số gần 200 nghìn người xem cùng lúc. Tính từ thời điểm công chiếu cho đến 20h ngày 11 tháng 3, MV Là 1 thằng con trai đã chạm tới cột mốc 10.411.220 lượt xem, vượt qua Sóng Gió (10,2 triệu view sau 24h) nhưng chưa thể phá kỉ lục trước đó của chính Jack là bản hit Em gì ơi 13.105.722 view. Lượng like MV này chênh lệch rõ rệt với dislike: 1,3 triệu like - 32 nghìn dislike. Trước đó, chỉ sau 16 giờ lên sóng, MV cũng đạt 1 triệu like, trở thành MV thứ 6 trong bộ sưu tập MV triệu like của Jack và nhanh chóng cán đích ở vị trí top 1 trending sau 9 tiếng. Với việc đạt 1 triệu like, Jack lập kỷ lục trở thành nghệ sĩ sở hữu nhiều sản phẩm âm nhạc đạt triệu like nhất Việt Nam với 6 sản phẩm (5 MV chính thức và 1 bản demo). Kỷ lục trước đó do Sơn Tùng M-TP nắm giữ khi sở hữu 4 MV triệu like gồm: "Hãy trao cho anh ", "Chạy ngay đi", "Lạc trôi", "Nơi này có anh".
MV cũng đánh dấu lần đầu tiên Jack có một MV vươn đến top trending Youtube của một quốc gia bên ngoài Việt Nam: vươn tới vị trí top 24 trending Youtube Đài Loan (vị trí cao nhất là top 17) và top 19 trending Youtube toàn cầu. MV sau khi ra mắt đã giúp lượng người theo dõi kênh Youtube J97 tăng thêm 500.000 người, từ 1,36 triệu lên 1,86 triệu subcribers.
Sau 53 ngày ra mắt, MV chạm mốc 100 triệu view, xếp thứ sáu của Vpop  cùng với gần 3 triệu lượt thích trên YouTube. Đây cũng là sản phẩm thứ năm của Jack cán mốc 100 triệu lượt xem sau Hồng nhan, Bạc phận, Sóng gió, Em gì ơi.
Ngày 4 tháng 7 năm 2020, MV cán mốc 3 triệu like, trở thành MV có lượt thích đứng thứ 2 V-pop chỉ sau Hãy trao cho anh của Sơn Tùng M-TP. Tuy nhiên, nó đánh bại MV Hãy trao cho anh ở hạng mục: 1 triệu bình luận nhanh nhất Việt Nam (chỉ sau 1 tháng ra mắt) vượt qua  "Hãy trao cho anh" (Sơn Tùng M-TP) (5 tháng).